# Kaval

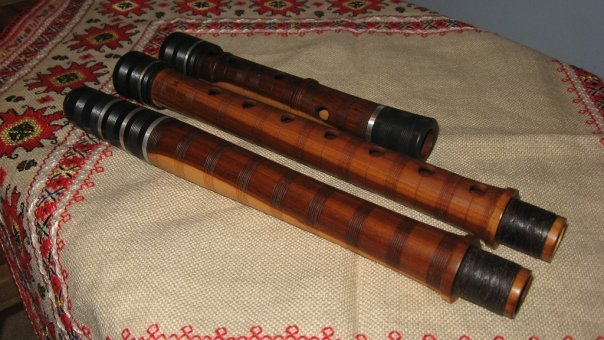
Rozłożony bułgarski kaval

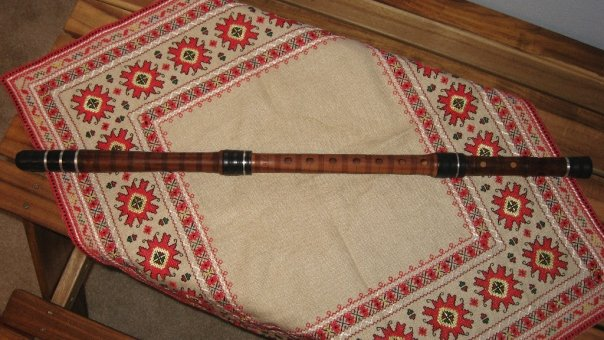
Złożony bułgarski kaval

Kaval – instrument dęty drewniany tradycyjnie używany w muzyce ludowej Armenii (blul), Azerbejdżanu, Bułgarii, północnej Grecji, Macedonii, południowej Rumunii, południowej Serbii, i Turcji.

## Budowa instrumentu
W przeciwieństwie do fletu poprzecznego kaval jest otwarty na obydwóch końcach (przypomina perski ney). Zwykle posiada 8 otworów na palce (7 otworów co 2 cm z przodu i jeden z tyłu, na kciuk) z najniższym w połowie długości instrumentu, ale może także mieć dodatkowe 4 otwory w dolnej części. Przekrój instrumentu wynosi 1,6 cm, rzadziej 1,7 cm.

## Technika gry
Na kavalu gra się wdmuchując powietrze w zaostrzoną, górną krawędź instrumentu. Instrument jest utrzymywany obiema rękami, pod kątem skośnym od ciała. Usta pokrywają ok. 3/4 końcówki kavalu.